# Sainte-Colombe (Senna e Marna)
Sainte-Colombe è un comune francese di 1 822 abitanti situato nel dipartimento di Senna e Marna nella regione dell'Île-de-France.

## Società

### Evoluzione demografica
Abitanti censiti